# 25822 Carolinejune
25822 Carolinejune este un asteroid din centura principală de asteroizi.

## Descriere
25822 Carolinejune este un asteroid din centura principală de asteroizi. A fost descoperit pe 29 februarie 2000 la Socorro, New Mexico, în cadrul proiectului LINEAR. Asteroidul prezintă o orbită caracterizată de o semiaxă mare de 3,15 ua, o excentricitate de 0,13 și o înclinație de 2,0° în raport cu ecliptica.